# Bulbophyllum blepharochilum
Bulbophyllum blepharochilum är en orkidéart som beskrevs av Leslie Andrew Garay. Bulbophyllum blepharochilum ingår i släktet Bulbophyllum och familjen orkidéer.
Artens utbredningsområde är Kamerun. Inga underarter finns listade i Catalogue of Life.